# جون موراي بليس
جون موراي بليس هو محامي كندي، ولد في 22 فبراير 1771، وتوفي في 22 أغسطس 1834.